# Elvismar Rodríguez
Elvismar Nicanor Rodríguez Ruiz (Puerto Ordaz, 14 de febrero de 1997) es una deportista venezolana que compite en judo.
Ganó dos medallas en los Juegos Panamericanos, en los años 2019 y 2023, y siete medallas en el Campeonato Panamericano de Judo entre los años 2016 y 2023.

## Palmarés internacional
| Juegos Panamericanos    | Juegos Panamericanos      | Juegos Panamericanos | Juegos Panamericanos |
| Año                     | Lugar                     | Medalla              | Categoría            |
| ----------------------- | ------------------------- | -------------------- | -------------------- |
| 2019                    | Lima (Perú)               | Medalla de oro       | –70 kg               |
| 2023                    | Santiago (Chile)          | Medalla de bronce    | –70 kg               |
| Campeonato Panamericano |                           |                      |                      |
| Año                     | Lugar                     | Medalla              | Categoría            |
| 2016                    | La Habana (Cuba)          | Medalla de bronce    | –70 kg               |
| 2017                    | Ciudad de Panamá (Panamá) | Medalla de bronce    | –70 kg               |
| 2018                    | San José (Costa Rica)     | Medalla de plata     | –70 kg               |
| 2019                    | Lima (Perú)               | Medalla de bronce    | –70 kg               |
| 2020                    | Guadalajara (México)      | Medalla de bronce    | –70 kg               |
| 2022                    | Lima (Perú)               | Medalla de oro       | –70 kg               |
| 2023                    | Calgary (Canadá)          | Medalla de oro       | –70 kg               |